# Montgrí-Massiv

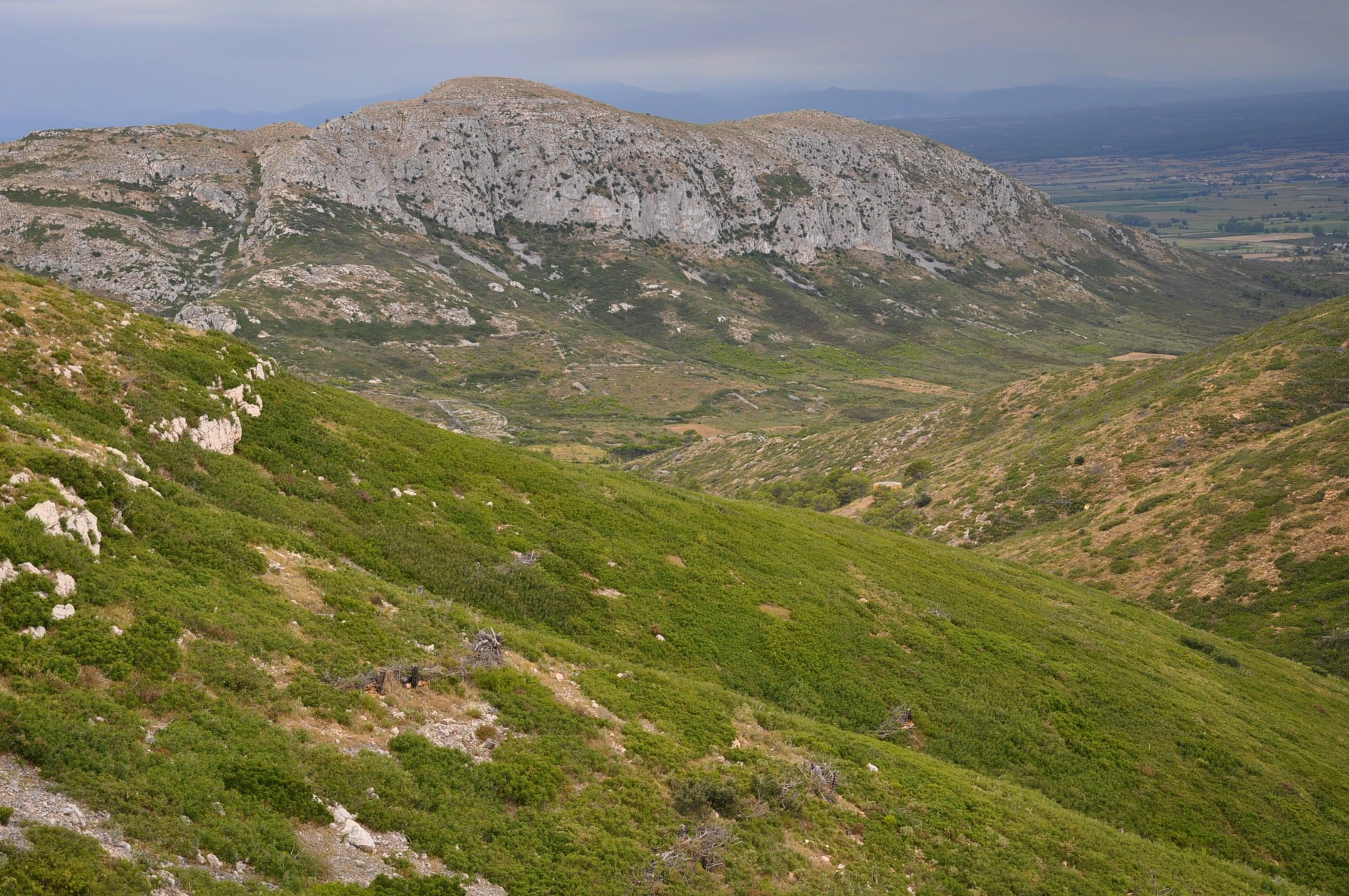
Landschaft des Montgrí-Massivs mit dem Tal von Santa Caterina (rechts), im Hintergrund Muntanya d'Ullà (Berg von Ullà)

Das Montgrí-Massiv, katalanisch Massís del Montgrí (‚Bergmassiv des Grauen Berges‘), ist ein karstiges Bergmassiv von rund 300 Metern Höhe in Katalonien in Spanien. Es liegt am Mittelmeer an der Costa Brava.

## Lage

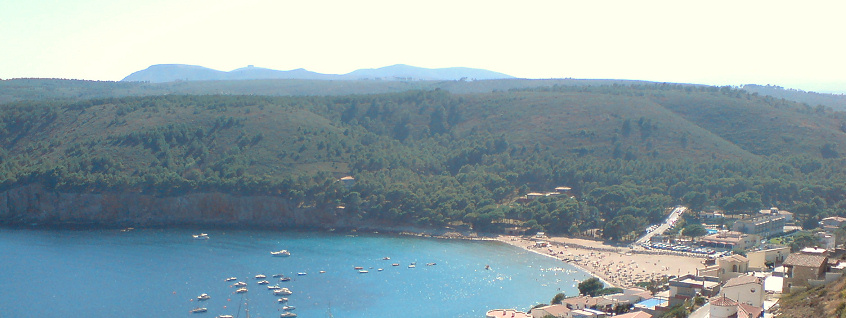
Der flachere Teil von Norden von L’Escala gesehen

Das Massiv des Montgrí liegt zwischen der Tiefebene des Ter und dem Golf von Roses und zwischen den Gebieten der Alt- und der Baix Empordà. Am Rande des Massivs liegen die Orte Bellcaire d’Empordà, L’Escala, Ullà, Sobrestany, La Bolleria, Torroella de Montgrí und L’Estartit. Auf dem 301 Meter hohen Berg Montgrí steht das Castell Montgrí aus dem ausgehenden 13. Jahrhundert.

## Geologie
Entstanden ist das Kalkstein-Massiv aus mesozoischem Sedimentgestein. Es trat vor rund 100 Millionen Jahren im Tertiär hervor. Durch die Ausbildung zum Karstgebiet haben sich Höhlen, Spalten und Dolinen als trichterförmige Vertiefungen gebildet. Einige der rund 50 bekannten Höhlen wurden archäologischen Funden zufolge bereits vor etwa 300.00 Jahren von Jägergruppen in der jüngeren Altsteinzeit genutzt.

## Beschreibung

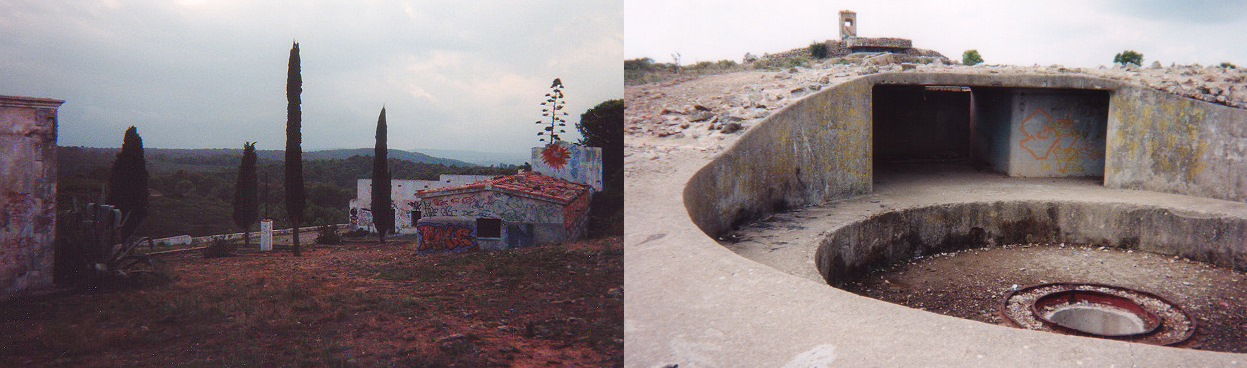
Reste der ehemaligen Küstenverteidigungsanlage an der Punta Milà südlich von L’Escala, rechts: Drehkranz des früheren Geschützturmes

Das Gebiet hat bei einer Ausdehnung von etwa 8 × 5 Kilometer eine Fläche von rund 40 km². Die höchsten Erhebungen des Massivs sind Ullà (308 Meter), Montgrí (303 Meter), Montplà (311 Meter), Roca Maura (225 Meter) und Torre Moratxa (220 Meter). Das Massiv setzt sich in den küstennahen Inselgruppe Illes Medes fort. Die höheren Berge des Massivs liegen an seiner Südwestseite. Nach Norden läuft das Gebiet seicht aus. Hier verfügt es eher plateauartig über Höhen von rund 140 Meter gegenüber dem Umland mit etwa 30 Meter über dem Meeresspiegel.
Das Massiv fällt zum Mittelmeer hin durch Steilfelsen 50 bis 100 Meter zur Meereshöhe ab. An der Steilküste liegen Calas, kleine Buchten, die den Zugang zum Wasser ermöglichen, wie die Cala Pedrosa, Cala Ferriola, Cala Calella, Cala la Montgo. 
Das Gebiet hat eine vom katalanischen Naturschutzplan (PEIN) geschützte Gesamtfläche von 37 km². Südlich des Massivs bildeten sich infolge des Tramontana bis zu 50 Meter hohe Wanderdünen aus Sand. Im 19. Jahrhundert wurden sie durch Bewaldung lokalisiert.
Im südlichen Bereich des Golf von Roses finden sich an der Steilküste des Massivs südlich von L’Escala an der Punta Milà Reste einer ehemaligen Küstenverteidigungslinie. Diese ließ General Franco nach dem spanischen Bürgerkrieg errichten, um einer möglichen Invasion der Alliierten an den weitläufigen Sandstränden in der Bucht von Roses militärisch begegnen zu können.

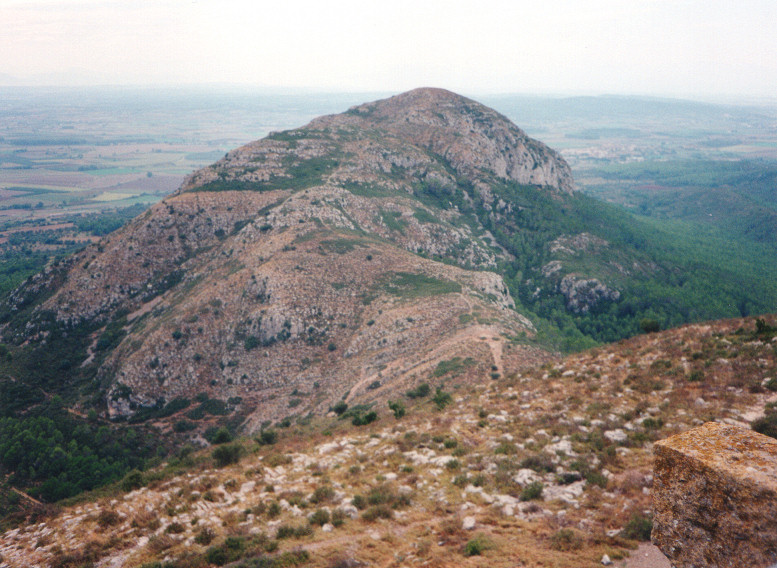
Muntanya d'Ullà als Teil des Massís
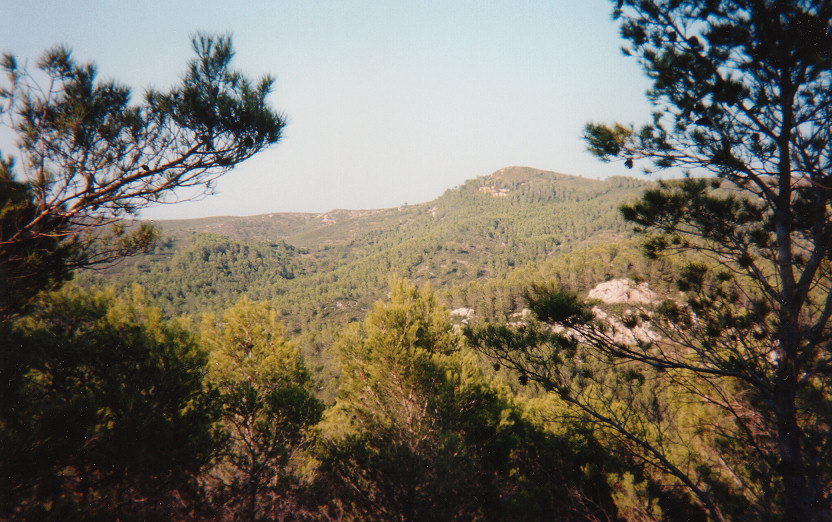
Bewaldete Höhenzüge im Bergmassiv
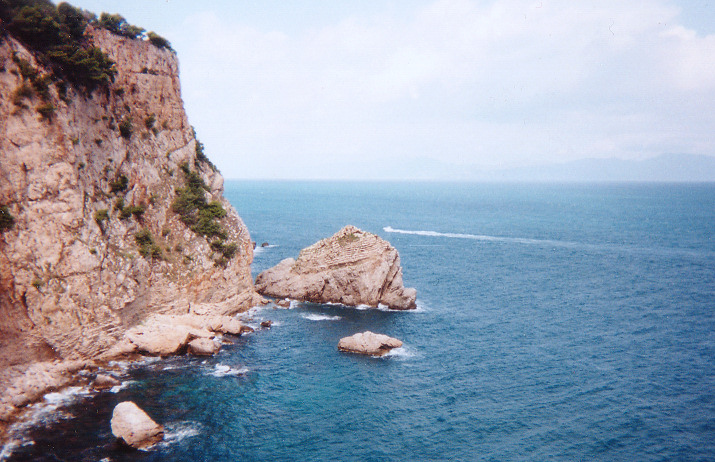
Steilküste zum Mittelmeer
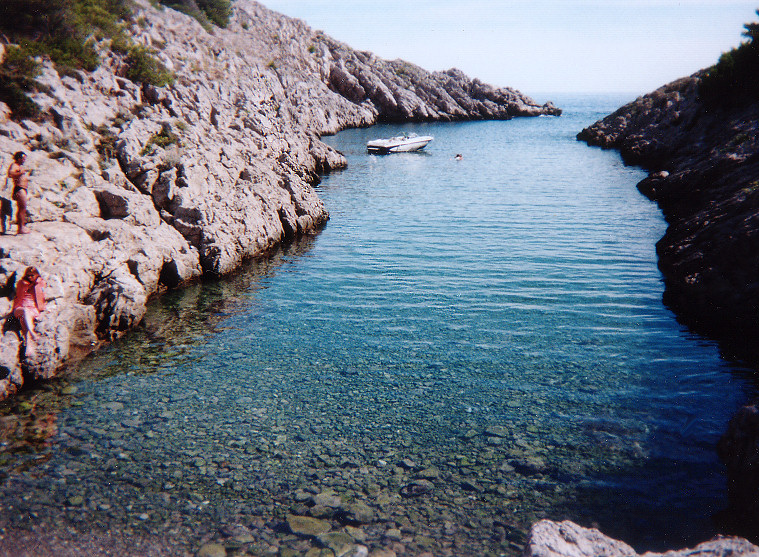
Cala Ferriola
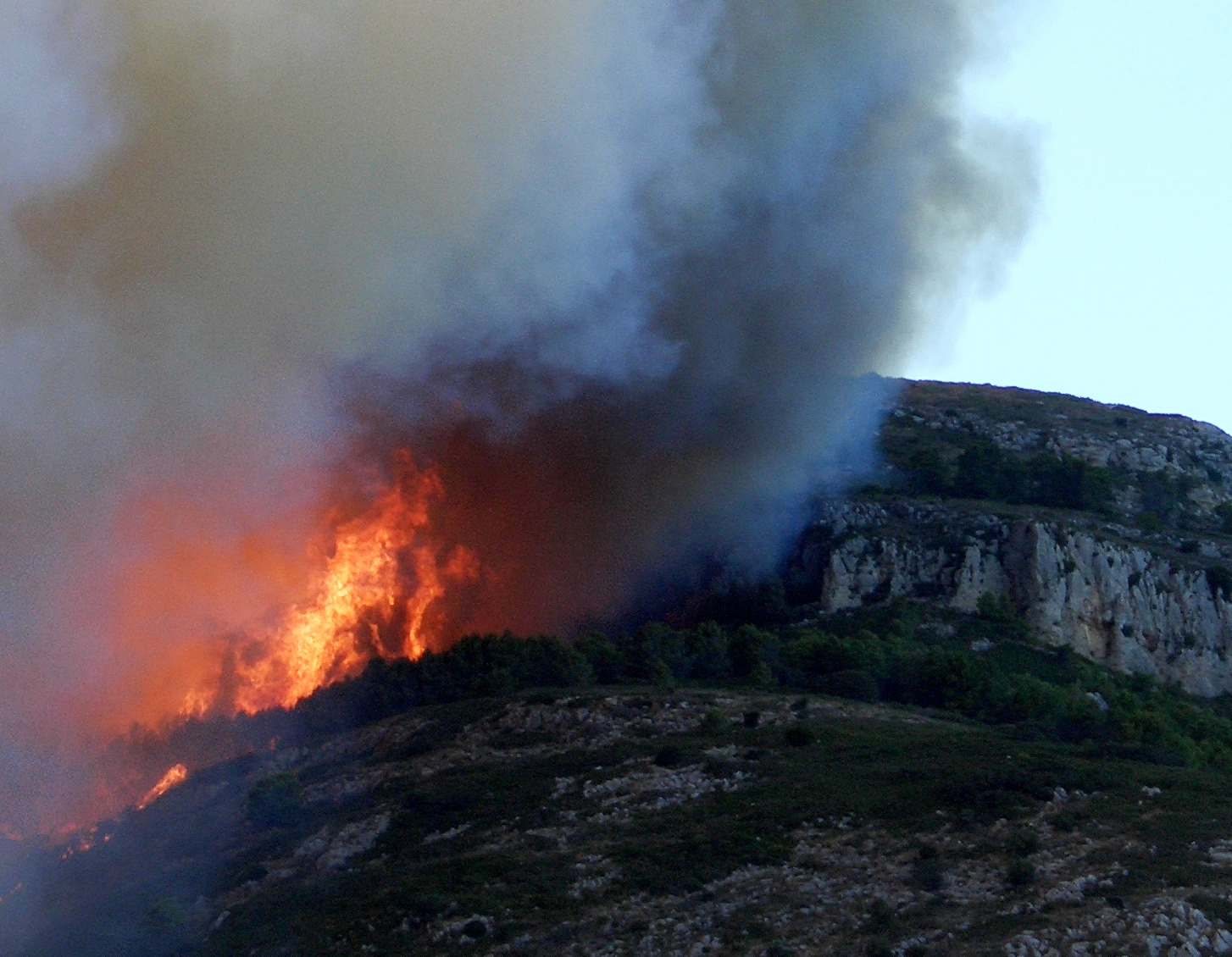
Waldbrand im Jahr 2004

## Kapellen
Bei Torroella de Montgrí beim Anstieg auf den Berg Montgrí finden sich nahe einem Steinkreuz zwei kleine Kapellen. Sie wurden vermutlich errichtet als geweihte Andachtsstätten für die Heilige Santa Catarina. Mitten im Bergmassiv liegt das Tal Santa Catarina, in dem sich eine gleichnamige Wallfahrtskapelle befindet. Sie wurde Ende des 14. Jahrhunderts von Mönchen gegründet, die vom Kloster Montserrat kamen. Bis Ende des 20. Jahrhunderts lebte ein Eremit in der Kapelle. An ihr findet jedes Jahr am Sonntag vor dem 25. November, dem Namenstag der Heiligen, ein Volksfest statt. Nach einer Sage in der Region kommen die Neugeborenen aus dem Brunnen der Kapelle.

## Sehenswürdigkeiten

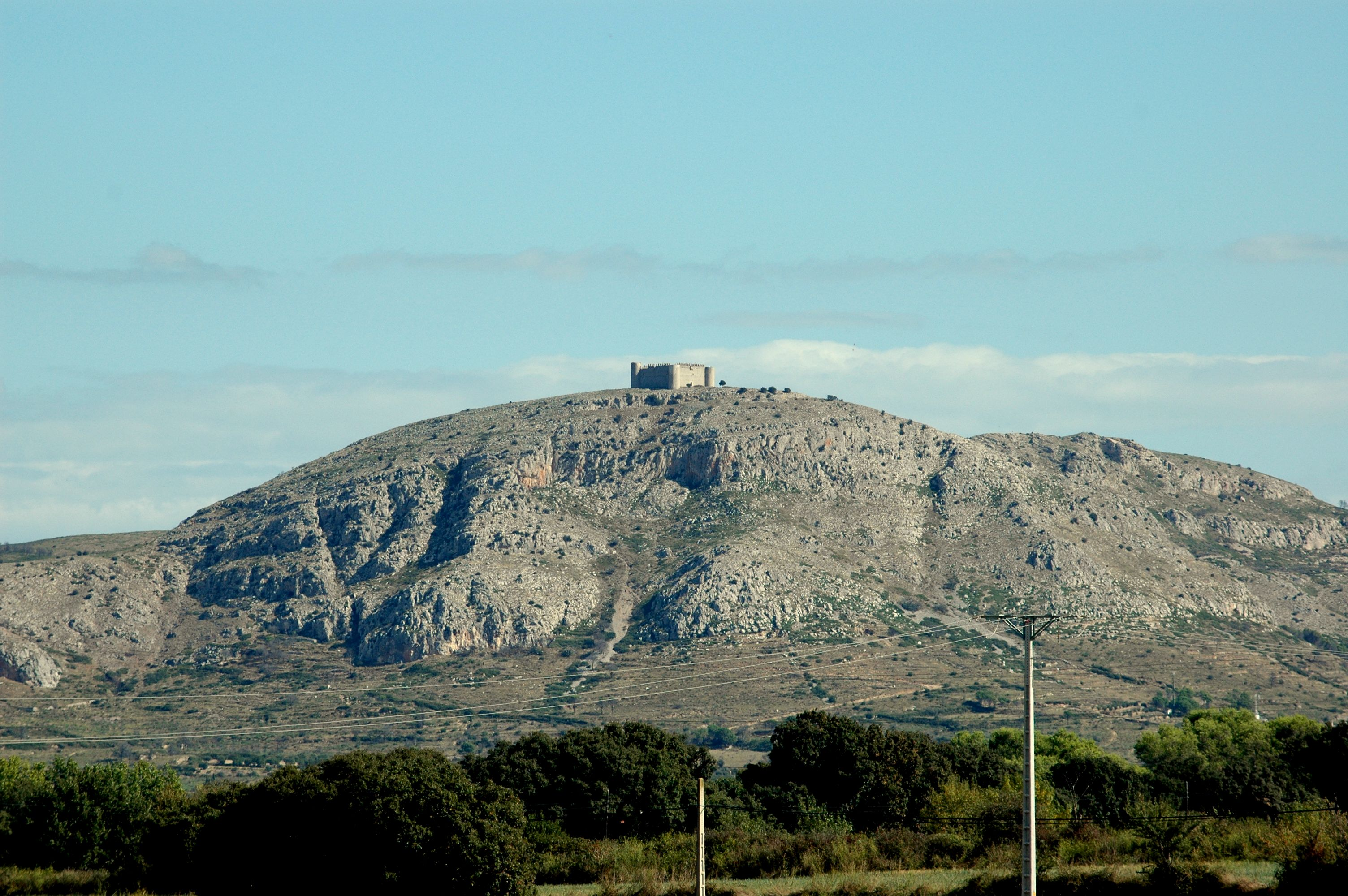
Castell del Montgrí

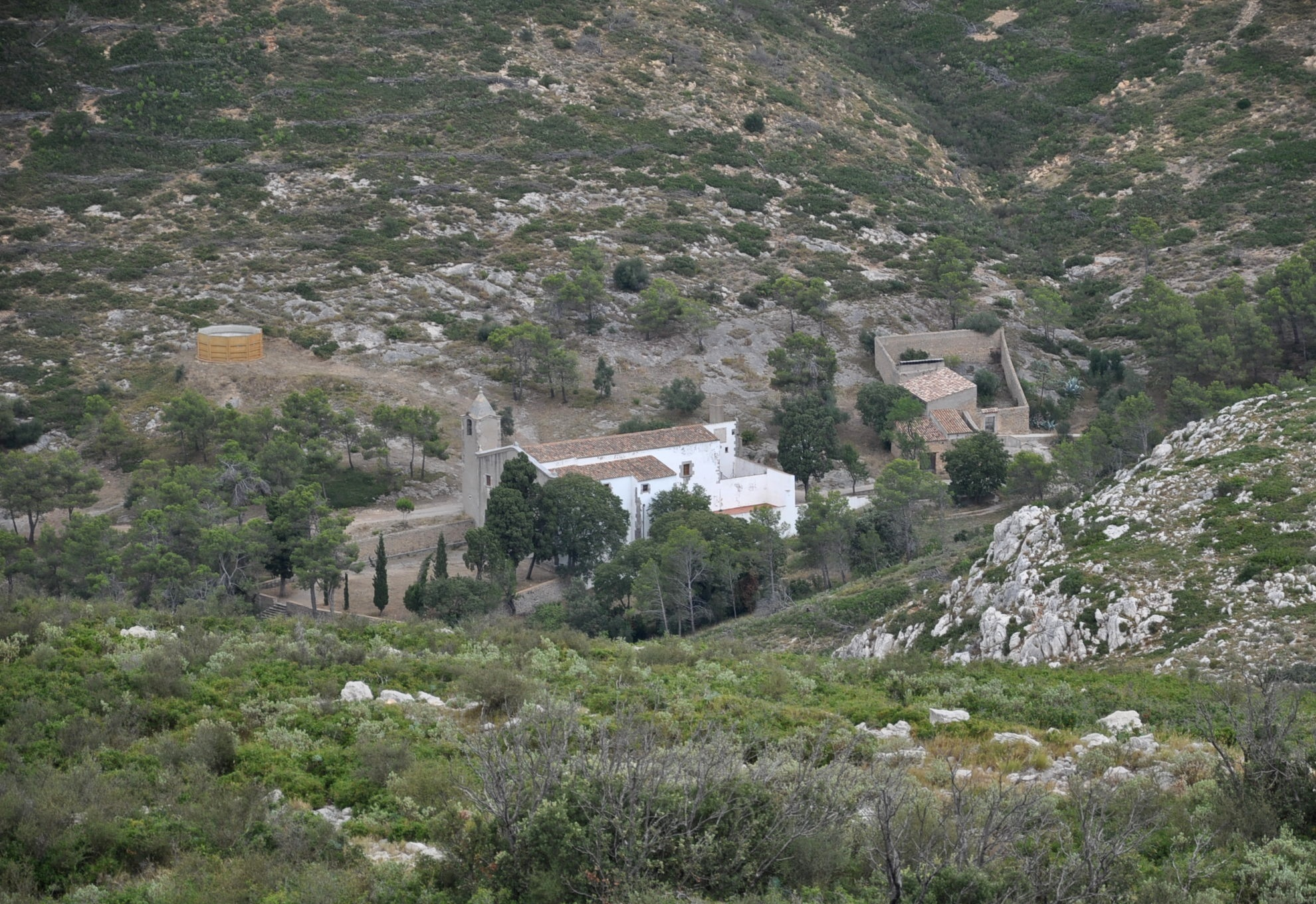
Wallfahrtskapelle Santa Caterina

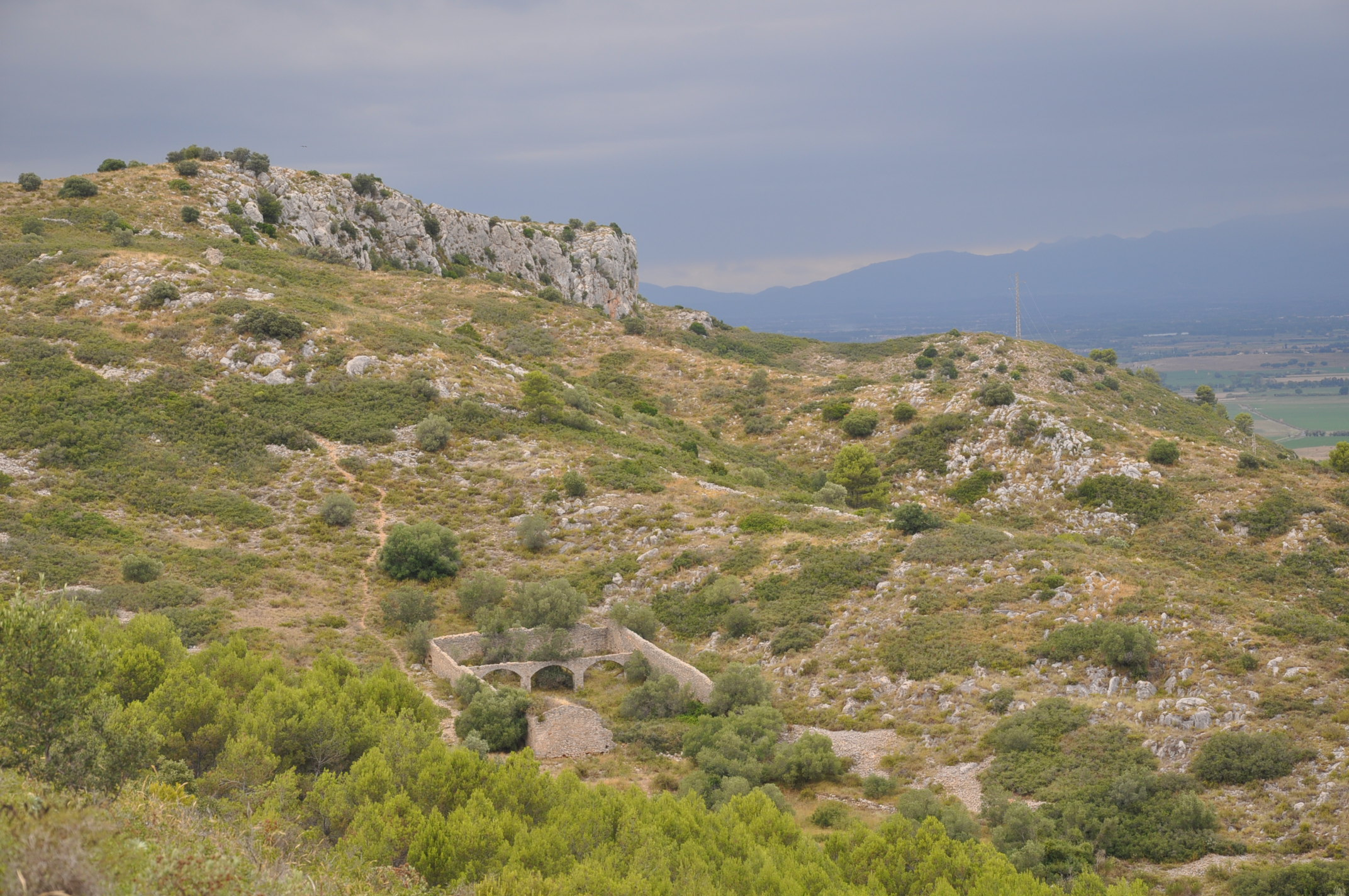
Das verfallene Gehöft Mas Reguinell innerhalb des Massivs

- Castell del Montgrí auf dem Berg  Montgrí
- Bewaldete Dünen bei der Ansiedlung Les Dunes zwischen Torroella de Montgrí und L’Estartit
- Wallfahrtskapelle Santa Caterina im gleichnamigen Tal
- Höhlen, insbesondere Cau del Duc (Uhu-Höhle) auf dem Montgrí
- Reste einer militärischen Küstenverteidigungsanlage aus den 1930er Jahren südlich von L’Escala
- Steilküste mit Calas

### Pflanzen
Es herrscht die typische Mittelmeervegetation vor. Das Massiv ist auf den Bergkuppen mit ihren steinigen Bereichen durch Felsen und Klippen stark entwaldet. In den tiefer gelegenen Bereichen bestehen ausgiebige Kiefernwälder, aber auch Gestrüpp und Heideland. Bei den Bäumen ist die Aleppo-Kiefer vorherrschend. An den Hängen des Bergmassivs florierte im 18. Jahrhundert der Weinanbau, der im 19. Jahrhundert durch das Aufkommen der Reblaus in eine Krise kam. Die Terrassen der früheren Anbauflächen sind unter Wald noch erkennbar. Die Vegetation nahm in den 1950er Jahren und zuletzt 2004 Schaden durch verheerende Waldbrände.

### Tiere
In der Tierwelt besteht eine große Präsenz an Raubvögeln, wie Habichts- und Schlangenadler, Wander- und Turmfalke, Wiesenweihe und Sperber. Im Felsgelände sind Blaumerle und Steinsperling charakteristisch. Vögel des Waldes sind hier Meisen, Ringeltauben, Kreuzschnäbel.